# Stefan Eichler
Stefan Tomasz Eichler (ur. 7 lutego 1892 w Sosnowcu, zm. 12 marca 1980 we Wrexham) – podpułkownik dyplomowany kawalerii Wojska Polskiego, legionista, starosta augustowski i stołpecki, minister w emigracyjnym rządzie Aleksandra Zawiszy.

## Życiorys

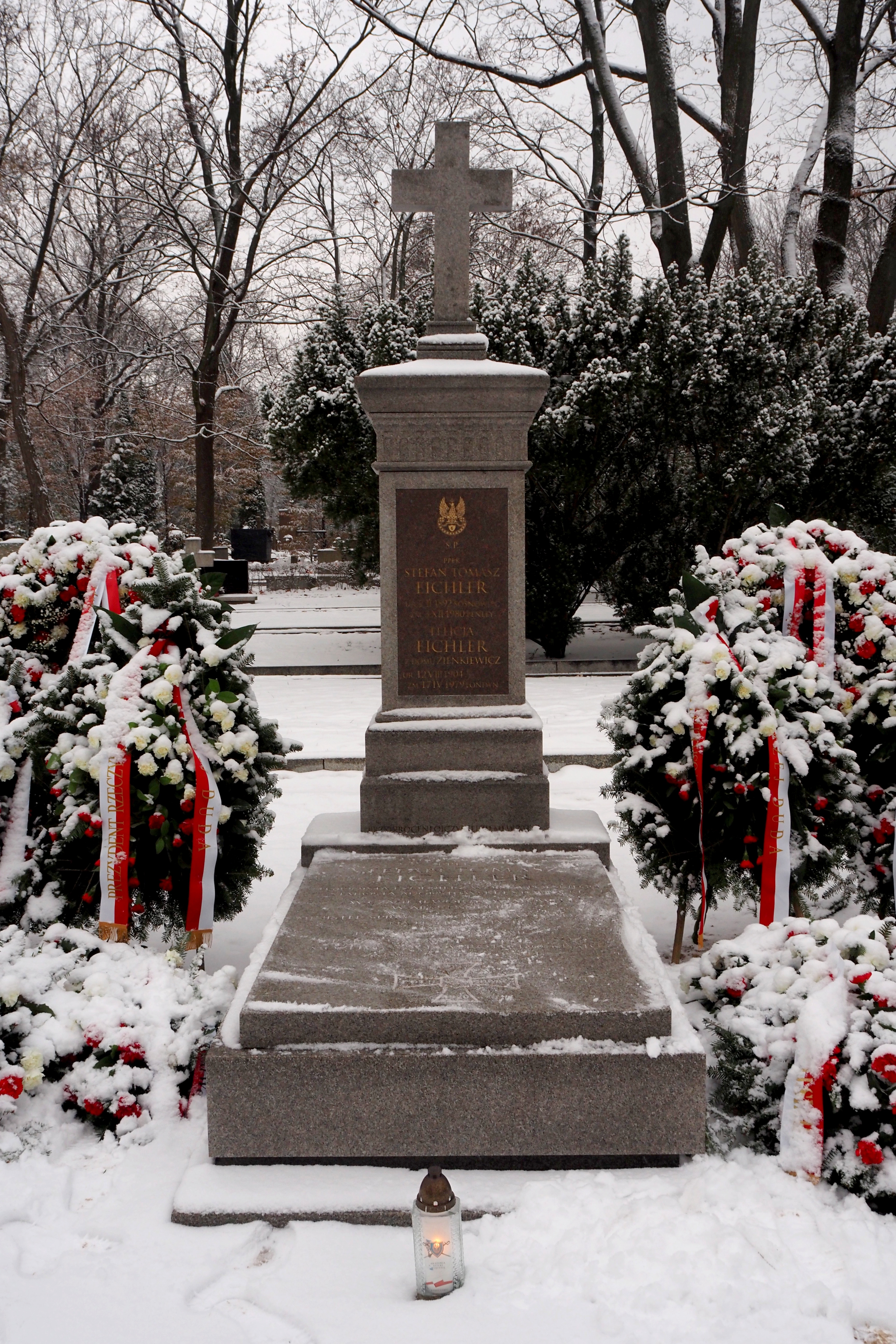
Grób ppłk. Stefana Eichlera na Cmentarzu Wojskowym na Powązkach w Warszawie

Urodził się w Sosnowcu, w ówczesnym powiecie będzińskim guberni piotrkowskiej. Młodość spędził w Radomiu, w 1905 uczestniczył w strajku szkolnym, w 1912 roku ukończył tam Szkołę Handlową. Od 1913 roku studiował w Institut Polytechnique w Glons (Liège), w tym samym roku wstąpił do Związku Strzeleckiego. Od października 1914 roku został żołnierzem 1 pułku piechoty Legionów Polskich. Uczestniczył w bitwie pod Łowczówkiem, gdzie dostał się do niewoli rosyjskiej, z której zbiegł w lutym 1915 roku, przez pięć miesięcy leczył się we Lwowie. Od stycznia 1916 roku służył w 1 pułku ułanów. Od 5 lutego do 31 marca 1917 roku był słuchaczem kawaleryjskiego kursu oficerskiego przy 1 pułku ułanów w Ostrołęce. Kurs ukończył z wynikiem dobrym. Posiadał wówczas stopień starszego ułana. Latem tego roku, po kryzysie przysięgowym, został internowany w Szczypiornie, a później w Łomży, skąd zbiegł w marcu 1918 roku.
Od października 1918 roku był studentem Wydziału Chemii Uniwersytetu Warszawskiego, ale w listopadzie tego roku zaciągnął się do służby wojskowej w 7 pułku Ułanów Lubelskich. 12 stycznia 1919 roku awansowany do stopnia podporucznika, w kwietniu 1919 roku został skierowany do Szkoły Jazdy. 1 kwietnia 1920 roku awansowany do stopnia porucznika. W sierpniu 1920 roku został wysłany do Szkoły Aplikacyjnej Kawalerii w Saumur. Po powrocie służył w macierzystym pułku, m.in. jako instruktor jazdy konnej, następnie w I Brygadzie Jazdy. 3 maja 1922 roku został zweryfikowany w stopniu porucznika ze starszeństwem z dniem 1 czerwca 1919 roku i 95. lokatą w korpusie oficerów jazdy (od 1924 roku – kawalerii). Jego oddziałem macierzystym był nadal 7 pułk Ułanów Lubelskich.
Do sierpnia 1926 roku służył w Centralnej Szkole Kawalerii w Grudziądzu, pozostając oficerem nadetatowym 7 pułku Ułanów Lubelskich. W 1924 roku był oficerem ordynansowym dowódcy Oddziału Szkolnego podpułkownika Piotra Skuratowicza. 1 grudnia 1924 roku został mianowany rotmistrzem ze starszeństwem z dniem 15 sierpnia 1924 roku i 12. lokatą w korpusie oficerów kawalerii. W sierpniu 1926 roku powrócił do 7 pułku ułanów. Z dniem 30 listopada 1927 roku został przeniesiony do kadry oficerów kawalerii z jednoczesnym przydziałem do Departamentu Kawalerii Ministerstwa Spraw Wojskowych w Warszawie na stanowisko referenta. 21 stycznia 1930 roku, po ukończeniu kursu próbnego, został powołany do Wyższej Szkoły Wojennej w Warszawie, w charakterze słuchacza Kursu Normalnego 1929–1931. Z dniem 1 września 1931 roku, po ukończeniu kursu i otrzymaniu dyplomu naukowego oficera dyplomowanego, został przeniesiony do Brygady Kawalerii „Suwałki” w Suwałkach na stanowisko szefa sztabu. Z dniem 1 marca 1934 roku został przydzielony do dyspozycji Ministerstwa Spraw Wewnętrznych na praktykę do 30 listopada tego roku. Od stycznia 1935 do kwietnia 1939 roku był starostą augustowskim, od kwietnia 1939 roku starostą stołpeckim. 
Po wybuchu II wojny światowej i agresji ZSRR wyjechał na Litwę, gdzie został internowany w obozie w Wyłkowyszkach. Po zajęciu Litwy przez ZSRR trafił do niewoli sowieckiej, przebywał w obozach w Kozielsku i Griazowcu. Związek Radziecki opuścił ostatecznie z Armią Andersa. Służył jako zastępca szefa sztabu 5, a następnie 10 Dywizji Piechoty, później jako szef Bazy Ewakuacyjnej w Teheranie.
Po II wojnie światowej pozostał na emigracji. Był członkiem III Rady Rzeczypospolitej (wyznaczony przez Stronnictwo Chrześcijańskiej Demokracji - Komitet Zagraniczny). 16 lipca 1965 roku został członkiem Głównej Komisji Skarbu Narodowego.
15 września 1966 roku został ministrem spraw krajowych w rządzie Aleksandra Zawiszy, z racji tej funkcji wszedł w skład IV Rady Rzeczypospolitej Polskiej. W 1966 roku został mianowany podpułkownikiem w korpusie oficerów kawalerii.
Pozostawił wspomnienia Z trudu naszego i znoju… Wspomnienia z mego życia, wydane pośmiertnie w 2005 roku.
Zmarł 12 marca 1980 roku. Został pochowany na Morden Cemetery ( H 3090).
W 2023 r. jego doczesne szczątki oraz małżonki Felicji zostały ekshumowane. Następnie trumny z ciałami sprowadzono do Polski i pochowano na  Cmentarzu Wojskowym na Powązkach w Warszawie(kwatera C, rząd 10a, grób 26).

## Ordery i odznaczenia
- Krzyż Niepodległości (9 listopada 1931)[21]
- Krzyż Walecznych (dwukrotnie) „za czyny męstwa i odwagi wykazane w bojach toczonych w latach 1918–1921”
- Srebrny Krzyż Zasługi (10 listopada 1928)[22]